# Holtorf (Colnrade)
Holtorf ist ein Ortsteil der Gemeinde Colnrade in der Samtgemeinde Harpstedt im niedersächsischen Landkreis Oldenburg.

## Geografie und Verkehrsanbindung
Der Ort liegt 2 km südöstlich von Colnrade und 11 km südwestlich vom Flecken Harpstedt.
Nördlich durch den Ort fließt der Holtorfer Bach, ein rechter Nebenfluss der Hunte, die 2 km entfernt westlich verläuft.
Holtorf liegt an der Linie 232 der Delmenhorst-Harpstedter Eisenbahn.

## Politik
Auf kommunaler Ebene wird der Ortsteil Holtorf vom Gemeinderat aus Colnrade vertreten.